# Quetsche Commune
Quetsche Commune (sinónimo: Hauszwetschge) es una variedad cultivar de ciruelo (Prunus domestica), de las denominadas ciruelas europeas.
Una variedad de ciruela se cree que se originó en Asia, y era ya conocida por los romanos, muy generalizada en Alemania desde el siglo  XVII .
Pertenece al grupo de ciruelas alemanas antiguas de la herencia. Esta variedad fue la elegida por la asociación de pomólogos como la variedad de fruta de huerto del año 2012, en los estados federados de Sarre / Renania-Palatinado. Tolera la zona de rusticidad delimitada por el departamento USDA, de nivel 5.

## Sinonimia
- "Hauszwetschge",
- "Bauernpflaume",
- "German Prune".

## Historia
'Quetsche Commune' variedad antigua de ciruela se cree se originó en Asia, y era ya conocida por los romanos, muy generalizada en Alemania desde el siglo  XVII .
'Quetsche Commune' ("Hauszwetschge"), en Renania-Palatinado es una de las variedades de ciruelas tradicionales más comunes en la actualidad.
Esta variedad frutal fue la elegida por la asociación de pomólogos de Alemania como la «"Obstsorte des Jahres 2012, 
Saarland / Rheinland-Pfalz"» (variedad de huerto del año 2012) en los estados federados de Sarre / Renania-Palatinado, para en vista de sus propiedades favorables, utilizarla ampliamente para fomentar su cultivo.
'Quetsche Commune' está cultivada en diversos bancos de germoplasma de cultivos vivos tales como en National Fruit Collection (Colección Nacional de Fruta) de Reino Unido con el número de accesión: 1948 - 484 y nombre de accesión: Quetsche Commune.

## Características
'Quetsche Commune' árbol de porte de crecimiento suelto, medio y es muy adecuada para el cultivo de setos. En los primeros años, la planta es más susceptible a las heladas invernales. Prefiere lugares secos. Es solo parcialmente autofértil, con una ligera alternancia. Flor blanca, que tiene un tiempo de floración que comienza a partir del 20 de abril con el 10% de floración, para el 24 de abril tiene una floración completa (80%), y para el 7 de mayo tiene un 90% de caída de pétalos.
'Quetsche Commune' tiene una talla de tamaño pequeño a medio de forma ovalados, peso promedio 21.90 g;epidermis tiene una piel azul rojo a azul negro recubierta de ligera pruina, fina, violácea; sutura con línea poco visible, de color algo más oscuro que el fruto; pedúnculo de longitud mediano, fuerte, leñoso, con escudete muy marcado, muy pubescente, con la cavidad del pedúnculo estrecha, poco profunda, rebajada en la sutura y más levemente en el lado opuesto; pulpa de color amarillo verdoso a naranja, firmeza media, poco jugosa, y sabor con proporción equilibrada de dulzura y acidez, con un pronunciado aroma a ciruela y altos niveles de azúcar.
Hueso con buenas propiedades de deshuesado, grande, alargado, asimétrico, con el surco dorsal muy ancho y profundo, los laterales más superficiales, zona ventral poco sobresaliente, superficie rugosa.
Su tiempo de maduración es tardía, alrededor de mediados a finales de septiembre, con un alto rendimiento, y un fácil transporte.

## Tipos de 'Quetsche Commune' ("Hauszwetschge")
Hay diferentes "Tipos" de ciruelas "Hauszwetschge", que se caracterizan por diferentes tiempos de maduración y tamaños de frutos. Ejemplos de variantes son :
- Tipo 'Meschenmoser' - clon de maduración temprana, 9.ª semana de ciruela, 32 a 35 mm, 25 a 30 g, nivel de rendimiento medio.
- Tipo 'Schüfer' - tiempo de maduración 10.ª semana de ciruela, muy buena calidad de fruta, producción regular, menos inclinada a sobresalir.
- Tipo 'Wolff' - tiempo de maduración 10.ª semana de ciruela, muy productivo, 28 a 32 mm, 18 a 23 g.
- Tipo 'Etscheid' - clon de maduración tardía, 11 semana de ciruela con muy buena calidad de fruta y muy buen rendimiento, 32 a 35 mm, 25 a 30 g.
- Tipo 'zum Felde' : clon de maduración tardía, semana 11 de ciruela, con un nivel de rendimiento medio a bueno.[12]
- Tipo 'Stanzer Hauszwetschge': Especialmente como fruta regional en los alrededores de Landeck en el Tirol, donde ha crecido durante siglos a más de 1000 metros de altitud, una variedad de la ciruela 'Hauszwetschge' se incluyó en el registro de alimentos tradicionales como la ciruela ponche. La región con las ciudades de Grins, Pians, y Stanz es también una de las regiones turísticas de Austria.[13]

## Usos
'Quetsche Commune' ("Hauszwetschge") es muy versátil, se puede utilizar tanto para consumo como para cocinar, hornear, secar y aguardiente.

## Características y precauciones
Las desventajas de la variedad son el rendimiento tardío y la alta susceptibilidad a la enfermedad de la podredumbre de la madera y la corteza en lugares demasiado húmedos.
Muy susceptible al Virus de la Sharka. Debido a la vulnerabilidad a la sharka, ahora solo se puede cultivar en áreas que aún están libres de sharka.